# 潘輝泳
潘輝泳（越南语：／；1800年—1870年），字涵甫（越南语：／），號柴峰（越南语：／），越南阮朝官員。

## 家世
潘輝泳是山西省國威府安山縣栗柴總瑞圭社（今屬河內市國威縣柴山社瑞圭村）人，曾祖父是後黎朝名臣潘漌，祖父是西山朝名臣潘輝益，父親是明命年間名臣潘輝湜，叔父是文學家潘輝注。

## 生平
潘輝泳生於西山朝景盛八年（1800年）。明命九年（1828年），參加昇隆場鄉試，考中舉人。初授兵部主事，轉員外郎。紹治二年（1842年），升廣平按察使，兩年後因丁父憂去職。服滿後改授廣義按察使，後召還回朝，改任侍讀學士，充任國史館編修。不久升光祿寺卿，辦理禮部事務。
嗣德初，潘輝泳署理禮部右侍郎，出歷廣南、廣義、南定布政使。嗣德六年（1853年），以吏部左侍郎銜充任如清正使，出使清朝。當時恰逢中國爆發太平天國起義，道路阻隔，潘輝泳與范芝香等滯留清朝三年才回到國內。回到國內後，升授刑部右參知，進升禮部尚書，充任育德堂講肄，教導皇長子阮福膺禛（後來的育德帝），同時充任國史館總裁、商舶大臣。嗣德二十三年（1870年），因事降為參知致事。同年八月，潘輝泳去世，壽七十一歲，追復尚書銜。

## 作品
潘輝泳著有《駟程隨筆集》。

## 子女
潘輝泳有數子。
- 子潘輝沆，蔭授兵部員外郎
- 子潘輝濼，官知縣
- 子潘輝洵，官含利用待詔
- 子潘輝湊，官檢討
- 子潘輝溱，考中舉人